# Petchia madagascariensis
Petchia madagascariensis är en oleanderväxtart som först beskrevs av A.Dc., och fick sitt nu gällande namn av A.J.M. Leeuwenberg. Petchia madagascariensis ingår i släktet Petchia och familjen oleanderväxter. Inga underarter finns listade i Catalogue of Life.